# Statuto di Baiona
Con il nome Statuto di Baiona si indica lo statuto concesso dall'imperatore francese Napoleone Bonaparte al regno di Napoli, il 20 giugno 1808, in cui si nominava re Gioacchino Murat.

## Storia

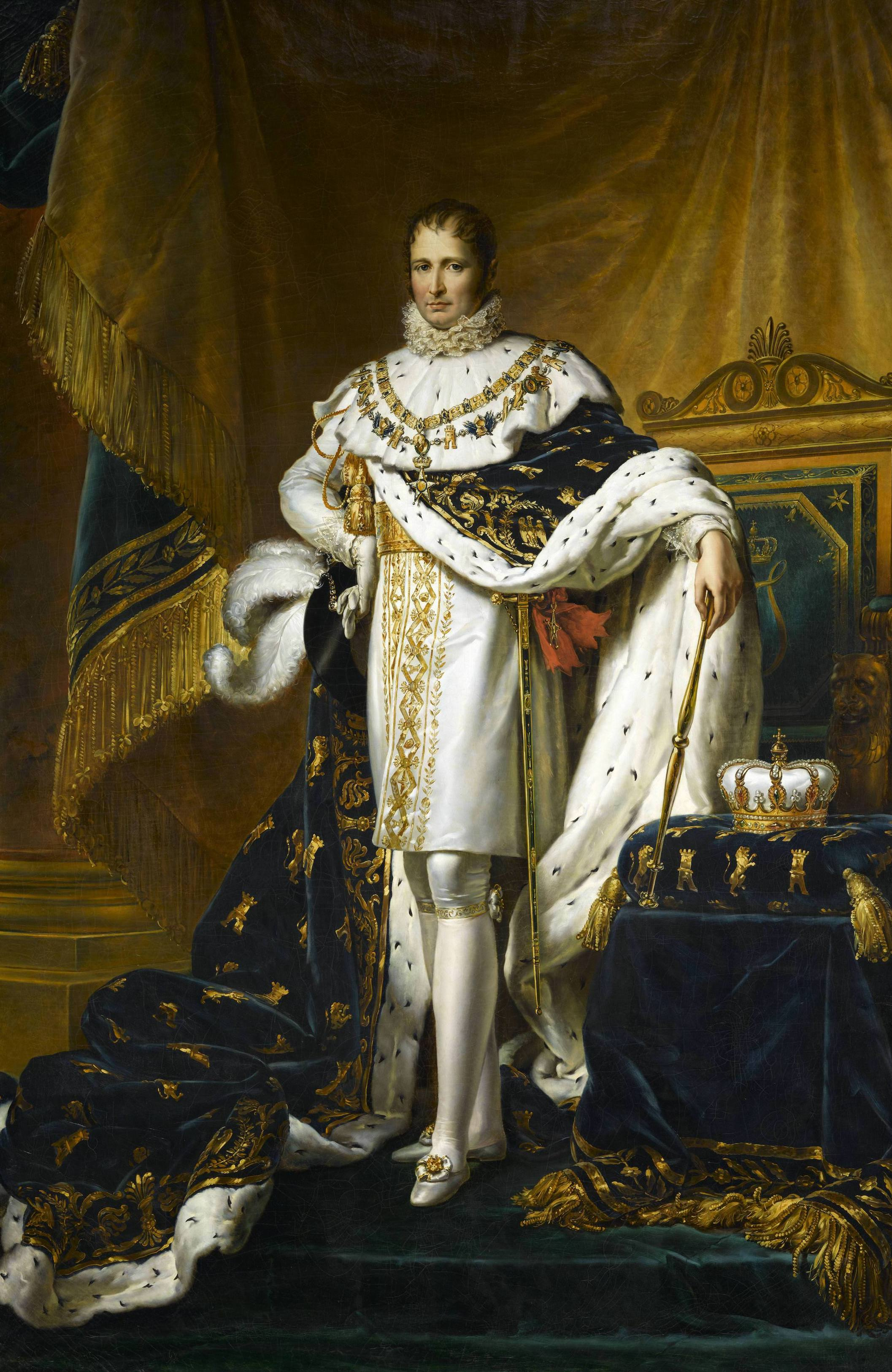
Giuseppe Bonaparte

La carta costituzionale fu varata nel palazzo reale di Bayonne, in Guascogna, conosciuta in italiano con il nome di Baiona. Allorché Gioacchino Murat conquistò il regno di Spagna annettendolo all'impero napoleonico la corona spagnola fu affidata al fratello di Napoleone, Giuseppe, fino ad allora re di Napoli. Restato quindi vacante il trono partenopeo, la corte imperiale affidò al Murat, nominato con l'occasione re di Napoli e di Sicilia (che però rimase in mano ai Borbone), i territori del Mezzogiorno d'Italia. A tale nomina corrispose la stesura dello statuto, sostenuto dalla volontà imperiale francese e dalle politiche riformiste della stessa corte napoletana: gli articoli fondamentali furono infatti redatti da Giuseppe Zurlo, già ministro prima di Ferdinando IV e poi di Giuseppe Bonaparte.

## Testo
«Essendo vacante il Trono di Napoli e di Sicilia per l'avvenimento del nostro caro ed amatissimo fratello Giuseppe Napoleone al Trono di Spagna, e delle Indie;
Abbiamo stabilite e stabiliamo le disposizioni seguenti per essere eseguite come parte dello Statuto costituzionale dato in Bajona ai 20 giugno dell'anno corrente:
1. Il nostro caro ed amatissimo cognato il Principe Gioacchino Napoleone Gran Duca di Berg e di Cleves è re di Napoli e di Sicilia dal 1º agosto 1808.
2. La corona di Napoli e di Sicilia è ereditaria nella discendenza diretta, naturale, e legittima del detto Principe... di maschio in maschio per ordine di primogenitura, ed a perpetua esclusione delle femmine e loro discendenti.
3. Nondimeno nel caso che la nostra cara ed amatissima sorella la Principessa Carolina sopravvivesse al suo consorte, Ella salirà al trono.
4. Dopo la morte del nostro caro ed amatissimo cognato Gioacchino Napoleone, e della nostra cara ed amatissima sorella la principessa Carolina, ed in mancanza di discendenza maschile, naturale, e legittima del detto principe Gioacchino Napoleone, la Corona di Napoli e di Sicilia sarà devoluta a Noi ed a' nostri eredi e discendenti maschi, naturali, e legittimi, o adottivi. In mancanza di discendenza mascolina, naturale, e legittima del Principe Gioacchino Napoleone la Corona apparterrà a' discendenti maschi, naturali e legittimi del Principe Luigi Napoleone re di Olanda. In mancanza di discendenza mascolina, naturale, e legittima del principe Luigi Napoleone la Corona apparterrà a' discendenti maschi, naturali e legittimi del Principe Geronimo Napoleone re di Vestfalia. E nel caso che l'ultimo re non avesse figli maschi; a colui, ch'egli avrà designato nel suo testamento, sia tra suoi più prossimi parenti, sia fra coloro, che giudicherà più degni di governar le due Sicilie.
5. Il Principe Gioacchino Napoleone, divenuto Re delle due Sicilie conserverà la dignità di Grande Ammiraglio di Francia, la quale resterà attaccata alla Corona fintanto che sussisterà l'ordine di successione stabilito dal presente Statuto.»

## Ordinamento istituzionale
L'ottavo capo dello statuto, intitolato Del Parlamento, delineava la struttura di un corpo di cento membri, diviso in cinque «sedili» quello del clero quello delle nobiltà quello dei possidenti, quello dei dotti, quello dei commercianti. L'80% dei parlamentari sarebbe stato insediato direttamente dal re; il 20% restante (in particolare, l'intero settore della possidenza) l'avrebbero invece segnalato i collegi elettorali, componendo una rosa di nomi più larga, che il governo avrebbe poi discrezionalmente scremato.
Mentre per ecclesiastici, nobili e dotti il seggio parlamentare era inteso come vitalizio, possidenti e commercianti erano destinati a mutare a ogni sessione. Il re avrebbe convocato il parlamento ogni tre anni, decidendo a piacimento la durata di ciascuna sessione.
Non si trattava, dunque, a un'assemblea simile a quelle che erano state intese come luogo d'espressione della sovranità popolare nella Francia repubblicana degli anni '90 e in qualche misura anche nell'Italia del triennio repubblicano. Piuttosto, il parlamento disegnato a Bayonne costituiva una singolare riproposizione – previo aggiornamento sociale del profilo dei suoi componenti – dei modelli di rappresentanza territoriale di antico regime, tanto più che esso era chiamato a «trattare delle sole materie date ad esame dagli oratori del governo» e non poteva «nulla da sé proporre». Era privo, insomma della facoltà di iniziativa legislativa e, per di più, essendo le sue sedute segrete, voti e deliberazioni che ne fossero scaturiti non avrebbero potuto essere resi pubblici.
Come osservava il Colletta, il testo di Baiona «non faceva motto di popolo, di sovranità, di libertà civile, di personal sicurezza». E aggiungeva, caustico e disilluso: «che pur sono le pompe, quasi che vane, delle moderne costituzioni». Colletta tuttavia giustificava i limiti della carta, osservando che «invero costituzioni, convenevoli forse alla civiltà del XVII secolo, sconvenivano al decimonono dopo che tanto troppo era parlato di libertà, di eguaglianza, di ragioni de' popoli».
A ogni buon conto la costituzione di Baiona – incerta commistione tra le forme del costituzionalismo antico e qualche attutita eco dei contenuti di quello moderno – non entrò mai in vigore, e dunque all'altezza della capitale la sola parvenza di una potenzialità legislativa non direttamente succube dell'esecutivo restò confinata all'ambito del Consiglio di Stato.